# E3 Saxo Bank Classic 2023
De 65e editie van de E3 Saxo Bank Classic werd verreden op 24 maart 2023. De start en finish was in het Belgische Harelbeke. Deze editie werd gewonnen door Wout van Aert. De vorige editie werd ook door van Aert gewonnen.
Op de Taaienberg werd vanuit het peloton de eerste aanval geplaatst door Mathieu van der Poel. Wat volgde was een 25 kilometer durende strijd om in de kopgroep te komen. Op 55 kilometer voor de finish vormde zich een kopgroep van 7 renners. Enkele kilometers later bleven er nog drie renners over. In de sprint legde zij het tegen elkaar af, waar Wout van Aert aan het langste eind trok. Mathieu van der Poel eindigde als tweede. De derde plaats was voor Tadej Pogačar.
Na van der Poel was Pascal Eenkhoorn als beste Nederlander geëindigd. 3'30" later dan van Aert eindigde Eenkhoorn als 24e.

## Uitslag
| Plaats  | Naam                 | Ploeg              | tijd     |
| ------- | -------------------- | ------------------ | -------- |
| Winnaar | Wout van Aert        | Team Jumbo-Visma   | 4u44'59" |
| 2       | Mathieu van der Poel | Alpecin-Deceuninck | z.t.     |
| 3       | Tadej Pogačar        | UAE Team Emirates  | z.t.     |
| 4       | Matteo Jorgenson     | Movistar Team      | +33"     |
| 5       | Iván García          | Movistar Team      | +44"     |
| 6       | Stefan Küng          | Groupama-FDJ       | +56"     |
| 7       | Matej Mohorič        | Bahrain-Victorious | z.t.     |
| 8       | Valentin Madouas     | Groupama-FDJ       | +1'25    |
| 9       | Søren Kragh Andersen | Alpecin-Deceuninck | +1'31"   |
| 10      | Filippo Ganna        | INEOS Grenadiers   | z.t.     |

1958 · 1959 · 1960 · 1961 · 1962 · 1963 · 1964 · 1965 · 1966 · 1967 · 1968 · 1969 · 1970 · 1971 · 1972 · 1973 · 1974 · 1975 · 1976 · 1977 · 1978 · 1979 · 1980 · 1981 · 1982 · 1983 · 1984 · 1985 · 1986 · 1987 · 1988 · 1989 · 1990 · 1991 · 1992 · 1993 · 1994 · 1995 · 1996 · 1997 · 1998 · 1999 · 2000 · 2001 · 2002 · 2003 · 2004 · 2005 · 2006 · 2007 · 2008 · 2009 · 2010 · 2011 · 2012 · 2013 · 2014 · 2015 · 2016 · 2017 · 2018 · 2019 · 2020 · 2021 · 2022 · 2023 · 2024

Lijst van beklimmingen
Tour Down Under ·
Great Ocean Road Race ·
Ronde van de Verenigde Arabische Emiraten ·
Omloop Het Nieuwsblad ·
Strade Bianche ·
Parijs-Nice · 
Tirreno-Adriatico · 
Milaan-San Remo ·
Ronde van Catalonië ·
Classic Brugge-De Panne ·
E3 Saxo Bank Classic ·
Gent-Wevelgem ·
Dwars door Vlaanderen ·
Ronde van Vlaanderen ·
Ronde van het Baskenland ·
Parijs-Roubaix ·
Amstel Gold Race ·
Waalse Pijl ·
Luik-Bastenaken-Luik ·
Ronde van Romandië ·
Eschborn-Frankfurt ·
Ronde van Italië ·
Critérium du Dauphiné ·
Ronde van Zwitserland ·
Ronde van Frankrijk ·
Clásica San Sebastián ·
Ronde van Polen ·
BEMER Cyclassics ·
Renewi Tour ·
Ronde van Spanje ·
Bretagne Classic ·
GP van Quebec ·
GP van Montréal ·
Ronde van Lombardije ·
Ronde van Guangxi